# Rodamiento de recirculación de bolas

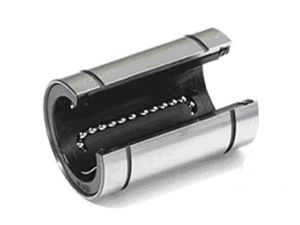
Sección de un rodamiento de recirculación de bolas

Un rodamiento de recirculación de bolas (conocido en inglés como ball spline) es un tipo especial de rodamiento que funciona como una corredera de movimiento lineal. Se utiliza para poder disponer de un movimiento lineal casi sin fricción y permite transmitir esfuerzos de torsión simultáneamente. Dispone de surcos rectos mecanizados en el eje (formando así acanaladuras) para que las bolas de acero se desplacen por su interior. La cubierta exterior que aloja las bolas se suele denominar casquillo de deslizamiento lugar de cojinete, aunque no es un casquillo en el sentido tradicional: no puede girar libremente sobre el eje, pero puede moverse hacia arriba y hacia abajo por el eje. El casquillo a su vez tiene mecanizados unos canales interiores que permiten la recirculación de las bolas, operando de manera similar a un husillo de bolas.
Al aumentar el área de contacto de las bolas de acero en el eje a aproximadamente 45 grados, la capacidad de carga lateral y de carga directa aumentan considerablemente. Cada casquillo puede ser precargado individualmente en la fábrica para disminuir el juego radial disponible y asegurar la rigidez del dispositivo. Este proceso no solo aumenta el área de contacto (incrementando la capacidad de carga directa), sino que también restringe cualquier movimiento radial, aumentando la capacidad de transmitir un momento de torsión. Esta configuración proporciona una estructura más resistente, adecuada para entornos de trabajo muy exigentes.